# Thomas Byström
Thomas Byström (n. 27 noiembrie 1893, Stockholm, Suedia-Norvegia – d. 22 iulie 1979) a fost un sportiv ce a reprezentat Suedia, medaliat olimpic. A participat la o ediție a Jocurilor Olimpice (1932) în care a câștigat o medalie de argint.

## Participări
Lista de mai jos prezintă principalele competiții la care a participat Thomas Byström de-a lungul carierei.
- equestrian at the 1932 Summer Olympics – team dressage[*]